# WTA Tour 1994
Il WTA Tour 1994 è iniziato con il Queensland Open 1994 e si è concluso il 20 novembre con la finale del WTA Tour Championships 1994.
Il WTA Tour è una serie di tornei femminili di tennis 
organizzati dalla WTA. Questa include i tornei del Grande Slam (organizzati in collaborazione con la International Tennis Federation (ITF)), il WTA Tour Championships e i tornei delle categorie Tier I, Tier II, Tier III e Tier IV.

## Calendario

### Gennaio
| Settimana              | Torneo                                                                              | Categoria   | Vincitrici                                  | Finaliste                            | Semifinaliste                             | Eliminate ai quarti                                                        |
| ---------------------- | ----------------------------------------------------------------------------------- | ----------- | ------------------------------------------- | ------------------------------------ | ----------------------------------------- | -------------------------------------------------------------------------- |
| 3 gennaio              | Queensland Open 1994 Brisbane, Australia Singolare - Doppio                         | Tier III    | Lindsay Davenport 6-1, 2-6, 6-3             | Florencia Labat                      | Magdalena Maleeva Wang Shi-ting           | Rachel McQuillan Michelle Jaggard-Lai Natalija Medvedjeva Barbara Rittner  |
| 3 gennaio              | Queensland Open 1994 Brisbane, Australia Singolare - Doppio                         | Tier III    | Laura Golarsa Natalija Medvedjeva 6-3, 6-1  | Jenny Byrne Rachel McQuillan         | Magdalena Maleeva Wang Shi-ting           | Rachel McQuillan Michelle Jaggard-Lai Natalija Medvedjeva Barbara Rittner  |
| 10 gennaio             | Tasmanian International 1994 Hobart, Australia Cemento Singolare - Doppio           | Tier IV     | Mana Endō 6-1, 6-7, 6-4                     | Rachel McQuillan                     | Chanda Rubin Kristie Boogert              | Silvia Farina Ginger Helgeson Beate Reinstadler Laura Golarsa              |
| 10 gennaio             | Tasmanian International 1994 Hobart, Australia Cemento Singolare - Doppio           | Tier IV     | Linda Wild Chanda Rubin 7-5, 4-6, 7-6       | Jenny Byrne Rachel McQuillan         | Chanda Rubin Kristie Boogert              | Silvia Farina Ginger Helgeson Beate Reinstadler Laura Golarsa              |
| 10 gennaio             | New South Wales Open 1994 Sydney, Australia Cemento Singolare - Doppio              | Tier II     | Kimiko Date 6-4, 6-2                        | Mary Joe Fernández                   | Patty Fendick Gabriela Sabatini           | Conchita Martínez Linda Ferrando Zina Garrison Barbara Rittner             |
| 10 gennaio             | New South Wales Open 1994 Sydney, Australia Cemento Singolare - Doppio              | Tier II     | Patty Fendick Meredith McGrath 6-2, 6-3     | Jana Novotná Arantxa Sánchez Vicario | Patty Fendick Gabriela Sabatini           | Conchita Martínez Linda Ferrando Zina Garrison Barbara Rittner             |
| 17 gennaio 2 settimane | Australian Open 1994 Melbourne, Australia Cemento Singolare - Doppio - Doppio misto | Grande Slam | Steffi Graf 6-0, 6-2                        | Arantxa Sánchez Vicario              | Kimiko Date Gabriela Sabatini             | Lindsay Davenport Conchita Martínez Jana Novotná Manuela Maleeva-Fragniere |
| 17 gennaio 2 settimane | Australian Open 1994 Melbourne, Australia Cemento Singolare - Doppio - Doppio misto | Grande Slam | Gigi Fernández Nataša Zvereva 6-3, 4-6, 6-4 | Patty Fendick Meredith McGrath       | Kimiko Date Gabriela Sabatini             | Lindsay Davenport Conchita Martínez Jana Novotná Manuela Maleeva-Fragniere |
| 31 gennaio             | ASB Classic 1994 Auckland, Nuova Zelanda Cemento Singolare - Doppio                 | Tier IV     | Ginger Helgeson 7-6, 6-3                    | Inés Gorrochategui                   | Julie Halard Patricia Hy                  | Anna Smashnova Tessa Price Veronika Martinek Jolene Watanabe               |
| 31 gennaio             | ASB Classic 1994 Auckland, Nuova Zelanda Cemento Singolare - Doppio                 | Tier IV     | Patricia Hy Mercedes Paz 6-4, 7-6           | Jenny Byrne Julie Richardson         | Julie Halard Patricia Hy                  | Anna Smashnova Tessa Price Veronika Martinek Jolene Watanabe               |
| 31 gennaio             | Toray Pan Pacific Open 1994 Tokyo, Giappone Sintetico indoor Singolare - Doppio     | Tier I      | Steffi Graf 6-2, 6-4                        | Martina Navrátilová                  | Kristie Boogert Manuela Maleeva-Fragniere | Jana Nejedly Pam Shriver Marketa Kochta Larisa Neiland                     |
| 31 gennaio             | Toray Pan Pacific Open 1994 Tokyo, Giappone Sintetico indoor Singolare - Doppio     | Tier I      | Pam Shriver Elizabeth Smylie 6-3, 3-6, 7-6  | Manon Bollegraf Martina Navrátilová  | Kristie Boogert Manuela Maleeva-Fragniere | Jana Nejedly Pam Shriver Marketa Kochta Larisa Neiland                     |

### Febbraio
| Settimana   | Torneo                                                                                                | Categoria | Vincitrici                                    | Finaliste                           | Semifinaliste                     | Eliminate ai quarti                                                 |
| ----------- | --- | --------- | --------------------------------------------- | ----------------------------------- | --------------------------------- | ------------------------------------------------------------------- |
| 7 febbraio  | Ameritech Cup 1994 Chicago, USA Sintetico indoor Singolare - Doppio                                   | Tier II   | Nataša Zvereva 6-3, 7-5                       | Chanda Rubin                        | Magdalena Maleeva Lori McNeil     | Martina Navrátilová Sandra Cacic Zina Garrison Lindsay Davenport    |
| 7 febbraio  | Ameritech Cup 1994 Chicago, USA Sintetico indoor Singolare - Doppio                                   | Tier II   | Gigi Fernández Nataša Zvereva 6-3, 3-6, 6-4   | Manon Bollegraf Martina Navrátilová | Magdalena Maleeva Lori McNeil     | Martina Navrátilová Sandra Cacic Zina Garrison Lindsay Davenport    |
| 7 febbraio  | Generali Ladies Linz 1994 Linz, Austria Cemento (indoor) Singolare - Doppio                           | Tier III  | Sabine Appelmans 6-1, 4-6, 7-6                | Meike Babel                         | Barbara Schett Evgenija Manjukova | Anke Huber Elena Makarova Leila Meskhi Anna-Maria Cecchini          |
| 7 febbraio  | Generali Ladies Linz 1994 Linz, Austria Cemento (indoor) Singolare - Doppio                           | Tier III  | Evgenija Manjukova Leila Meskhi 6-2, 6-2      | Åsa Svensson Caroline Schneider     | Barbara Schett Evgenija Manjukova | Anke Huber Elena Makarova Leila Meskhi Anna-Maria Cecchini          |
| 8 febbraio  | Asian Open 1994 Osaka, Giappone Sintetico (indoor) Singolare - Doppio                                 | Tier III  | Manuela Maleeva-Fragniere 6-1, 4-6, 7-5       | Iva Majoli                          | Mana Endō Ai Sugiyama             | Yone Kamio Misumi Miyauchi Kristie Boogert Sung-Hee Park            |
| 8 febbraio  | Asian Open 1994 Osaka, Giappone Sintetico (indoor) Singolare - Doppio                                 | Tier III  | Larisa Neiland Rennae Stubbs 6-4, 6-7, 7-5    | Pam Shriver Elizabeth Smylie        | Mana Endō Ai Sugiyama             | Yone Kamio Misumi Miyauchi Kristie Boogert Sung-Hee Park            |
| 14 febbraio | China Open 1994 Pechino, Cina Cemento indoor Singolare - Doppio                                       | Tier IV   | Yayuk Basuki 6-4, 6-2                         | Kyōko Nagatsuka                     | Andrea Strnadová Pam Shriver      | Alexia Dechaume-Balleret Silke Meier Li Fang Misumi Miyauchi        |
| 14 febbraio | China Open 1994 Pechino, Cina Cemento indoor Singolare - Doppio                                       | Tier IV   | Li-Ling Chen Li Fang 6-0, 6-2                 | Kerry-Anne Guse Valda Lake          | Andrea Strnadová Pam Shriver      | Alexia Dechaume-Balleret Silke Meier Li Fang Misumi Miyauchi        |
| 14 febbraio | IGA U.S. Indoor Championships 1994 Oklahoma City, USA Cemento (indoor) Singolare - Doppio             | Tier III  | Meredith McGrath 7-6, 7-6                     | Brenda Schultz                      | Zina Garrison Amy Frazier         | Katrina Adams Sandra Cacic Patty Fendick Helen Kelesi               |
| 14 febbraio | IGA U.S. Indoor Championships 1994 Oklahoma City, USA Cemento (indoor) Singolare - Doppio             | Tier III  | Patty Fendick Meredith McGrath 7-6, 6-2       | Katrina Adams Manon Bollegraf       | Zina Garrison Amy Frazier         | Katrina Adams Sandra Cacic Patty Fendick Helen Kelesi               |
| 15 febbraio | Open Gaz de France 1994 Parigi, Francia Cemento (indoor) Singolare - Doppio                           | Tier II   | Martina Navrátilová 7-5, 6-3                  | Julie Halard                        | Leila Meskhi Katerina Maleeva     | Sabine Appelmans Caroline Vis Laurence Courtois Wiltrud Probst      |
| 15 febbraio | Open Gaz de France 1994 Parigi, Francia Cemento (indoor) Singolare - Doppio                           | Tier II   | Sabine Appelmans Laurence Courtois 6-4, 6-4   | Mary Pierce Andrea Temesvári        | Leila Meskhi Katerina Maleeva     | Sabine Appelmans Caroline Vis Laurence Courtois Wiltrud Probst      |
| 21 febbraio | Newsweek Champions Cup and the State Farm Evert Cup 1994 Indian Wells, USA Cemento Singolare - Doppio | Tier II   | Steffi Graf 6-0, 6-4                          | Amanda Coetzer                      | Iva Majoli Lindsay Davenport      | Ginger Helgeson Nataša Zvereva Judith Wiesner Mary Joe Fernández    |
| 21 febbraio | Newsweek Champions Cup and the State Farm Evert Cup 1994 Indian Wells, USA Cemento Singolare - Doppio | Tier II   | Lindsay Davenport Lisa Raymond 6-2, 6-4       | Manon Bollegraf Helena Suková       | Iva Majoli Lindsay Davenport      | Ginger Helgeson Nataša Zvereva Judith Wiesner Mary Joe Fernández    |
| 28 febbraio | Delray Beach Winter Championships 1994 Delray Beach, Florida, USA Cemento Singolare - Doppio          | Tier II   | Steffi Graf 6-3, 7-5                          | Arantxa Sánchez Vicario             | Helena Suková Chanda Rubin        | Sabine Hack Gabriela Sabatini Natalija Medvedjeva Stephanie Rottier |
| 28 febbraio | Delray Beach Winter Championships 1994 Delray Beach, Florida, USA Cemento Singolare - Doppio          | Tier II   | Jana Novotná Arantxa Sánchez Vicario 6-2, 6-0 | Manon Bollegraf Helena Suková       | Helena Suková Chanda Rubin        | Sabine Hack Gabriela Sabatini Natalija Medvedjeva Stephanie Rottier |

### Marzo
| Settimana | Torneo                                                                                  | Categoria        | Vincitrici                                           | Finaliste                      | Semifinaliste                                           | Eliminate ai quarti |
| --------- | --------------------------------------------------------------------------------------- | ---------------- | ---------------------------------------------------- | ------------------------------ | ------------------------------------------------------- | --- |
| 11 marzo  | Miami Open 1994 Miami, USA Cemento Singolare - Doppio                                   | Tier I           | Steffi Graf 4-6, 6-1, 6-2                            | Nataša Zvereva                 | Lindsay Davenport Brenda Schultz                        | Kimiko Date Gabriela Sabatini Jana Novotná Arantxa Sánchez Vicario                                                                  |
| 11 marzo  | Miami Open 1994 Miami, USA Cemento Singolare - Doppio                                   | Tier I           | Gigi Fernández Nataša Zvereva 6-3, 6-1               | Patty Fendick Meredith McGrath | Lindsay Davenport Brenda Schultz                        | Kimiko Date Gabriela Sabatini Jana Novotná Arantxa Sánchez Vicario                                                                  |
| 21 marzo  | Virginia Slims of Houston 1994 Houston, Texas, USA Terra rossa Singolare - Doppio       | Tier II          | Sabine Hack 7-5, 6-4                                 | Mary Pierce                    | Conchita Martínez Åsa Svensson                          | Ángeles Montolio Veronika Martinek Sandra Cacic Bettina Fulco-Villella                                                              |
| 21 marzo  | Virginia Slims of Houston 1994 Houston, Texas, USA Terra rossa Singolare - Doppio       | Tier II          | Manon Bollegraf Martina Navrátilová 6-4, 6-2         | Katrina Adams Zina Garrison    | Conchita Martínez Åsa Svensson                          | Ángeles Montolio Veronika Martinek Sandra Cacic Bettina Fulco-Villella                                                              |
| 24 marzo  | World Doubles Championships 1994 Wesley Chapel, USA 175 000 $ - Terra rossa - 8D Doppio | Torneo fine anno | Jana Novotná / Arantxa Sánchez Vicario 6–2, 7–5      | Gigi Fernández Nataša Zvereva  | Tracy Austin Pam Shriver Patty Fendick Meredith McGrath | Jill Hetherington Shaun Stafford Larisa Neiland Elizabeth Smylie Lori McNeil Rennae Stubbs Mary Joe Fernández Kathy Rinaldi-Stunkel |
| 28 marzo  | Family Circle Cup 1994 Hilton Head, USA Terra verde Singolare - Doppio                  | Tier I           | Conchita Martínez 6-4, 6-0                           | Nataša Zvereva                 | Mary Pierce Iva Majoli                                  | Arantxa Sánchez Vicario Anna-Maria Cecchini Lindsay Davenport Ginger Helgeson                                                       |
| 28 marzo  | Family Circle Cup 1994 Hilton Head, USA Terra verde Singolare - Doppio                  | Tier I           | Lori McNeil Arantxa Sánchez Vicario 6-4, 4-1, ritiro | Gigi Fernández Nataša Zvereva  | Mary Pierce Iva Majoli                                  | Arantxa Sánchez Vicario Anna-Maria Cecchini Lindsay Davenport Ginger Helgeson                                                       |

### Aprile
| Settimana | Torneo                                                                             | Categoria | Vincitrici                                           | Finaliste                              | Semifinaliste                         | Eliminate ai quarti                                                    |
| --------- | ---------------------------------------------------------------------------------- | --------- | ---------------------------------------------------- | -------------------------------------- | ------------------------------------- | ---------------------------------------------------------------------- |
| 4 aprile  | Bausch & Lomb Championships 1994 Amelia Island, USA Terra verde Singolare - Doppio | Tier II   | Arantxa Sánchez Vicario 6-1, 6-4                     | Gabriela Sabatini                      | Martina Navrátilová Lindsay Davenport | Sabine Hack Chanda Rubin Mary Pierce Conchita Martínez                 |
| 4 aprile  | Bausch & Lomb Championships 1994 Amelia Island, USA Terra verde Singolare - Doppio | Tier II   | Larisa Neiland Arantxa Sánchez Vicario 6-2, 6-7, 6-4 | Amanda Coetzer Inés Gorrochategui      | Martina Navrátilová Lindsay Davenport | Sabine Hack Chanda Rubin Mary Pierce Conchita Martínez                 |
| 4 aprile  | Japan Open Tennis Championships 1994 Tokyo, Giappone Cemento Singolare - Doppio    | Tier III  | Kimiko Date 7-5, 6-0                                 | Amy Frazier                            | Naoko Sawamatsu Sabine Appelmans      | Barbara Schett Florencia Labat Patty Fendick Marianne Werdel           |
| 4 aprile  | Japan Open Tennis Championships 1994 Tokyo, Giappone Cemento Singolare - Doppio    | Tier III  | Mami Donoshiro Ai Sugiyama 6-4, 6-1                  | Yayuk Basuki Nana Miyagi               | Naoko Sawamatsu Sabine Appelmans      | Barbara Schett Florencia Labat Patty Fendick Marianne Werdel           |
| 11 aprile | Pattaya Women's Open 1994 Pattaya, Thailandia Cemento Singolare - Doppio           | Tier IV   | Sabine Appelmans 6-7, 7-6, 6-2                       | Patty Fendick                          | Florencia Labat Kristine Kunce        | Petra Kamstra Meredith McGrath Nicole Arendt Barbara Paulus            |
| 11 aprile | Pattaya Women's Open 1994 Pattaya, Thailandia Cemento Singolare - Doppio           | Tier IV   | Patty Fendick Meredith McGrath 7–6(0), 3–6, 6–3      | Yayuk Basuki Nana Miyagi               | Florencia Labat Kristine Kunce        | Petra Kamstra Meredith McGrath Nicole Arendt Barbara Paulus            |
| 18 aprile | Barcelona Ladies Open 1994 Madrid, Spagna Terra Singolare - Doppio                 | Tier II   | Arantxa Sánchez Vicario 6-0 6-2                      | Iva Majoli                             | Sabine Hack Magdalena Maleeva         | Julie Halard Patricia Tarabini Ann Grossman Conchita Martínez          |
| 18 aprile | Barcelona Ladies Open 1994 Madrid, Spagna Terra Singolare - Doppio                 | Tier II   | Larisa Neiland Arantxa Sánchez Vicario 6-2, 6-4      | Julie Halard Nathalie Tauziat          | Sabine Hack Magdalena Maleeva         | Julie Halard Patricia Tarabini Ann Grossman Conchita Martínez          |
| 18 aprile | Singapore Open 1994 Singapore, Singapore Cemento Singolare - Doppio                | Tier IV   | Naoko Sawamatsu 7-5, 7-5                             | Florencia Labat                        | Nicole Arendt Li Fang                 | Linda Wild Tessa Price Julie Steven Yone Kamio                         |
| 18 aprile | Singapore Open 1994 Singapore, Singapore Cemento Singolare - Doppio                | Tier IV   | Patty Fendick Meredith McGrath 6-4, 6-1              | Nicole Arendt Kristine Kunce           | Nicole Arendt Li Fang                 | Linda Wild Tessa Price Julie Steven Yone Kamio                         |
| 25 aprile | Indonesia Open 1994 Giacarta, Indonesia Singolare - Doppio                         | Tier IV   | Yayuk Basuki 6-4, 3-6, 7-6                           | Florencia Labat                        | Wang Shi-ting Kristine Kunce          | Nana Miyagi Nicole Arendt Rachel McQuillan Dianne van Rensburg         |
| 25 aprile | Indonesia Open 1994 Giacarta, Indonesia Singolare - Doppio                         | Tier IV   | Nicole Arendt Kristine Kunce 6-2, 6-2                | Kerry-Anne Guse Andrea Strnadová       | Wang Shi-ting Kristine Kunce          | Nana Miyagi Nicole Arendt Rachel McQuillan Dianne van Rensburg         |
| 25 aprile | Citizen Cup 1994 Amburgo, Germania Terra rossa Singolare - Doppio                  | Tier II   | Arantxa Sánchez Vicario 4-6, 7-6, 7-6                | Steffi Graf                            | Jana Novotná Sabine Hack              | Magdalena Maleeva Barbara Rittner Anke Huber Leila Meskhi              |
| 25 aprile | Citizen Cup 1994 Amburgo, Germania Terra rossa Singolare - Doppio                  | Tier II   | Jana Novotná Arantxa Sánchez Vicario 6-3, 6-2        | Evgenija Manjukova Leila Meskhi        | Jana Novotná Sabine Hack              | Magdalena Maleeva Barbara Rittner Anke Huber Leila Meskhi              |
| 25 aprile | Taranto Open 1994 Taranto, Italia Terra rossa Singolare - Doppio                   | Tier IV   | Julie Halard 6-2, 6-3                                | Irina Spîrlea                          | Sandra Dopfer Brenda Schultz          | Alexandra Fusai Laurence Courtois Anna-Maria Cecchini Karina Habšudová |
| 25 aprile | Taranto Open 1994 Taranto, Italia Terra rossa Singolare - Doppio                   | Tier IV   | Irina Spîrlea Noëlle van Lottum 6-3, 2-6, 6-1        | Anna-Maria Cecchini Isabelle Demongeot | Sandra Dopfer Brenda Schultz          | Alexandra Fusai Laurence Courtois Anna-Maria Cecchini Karina Habšudová |

### Maggio
| Settimana             | Torneo                                                                      | Categoria   | Vincitrici                              | Finaliste                            | Semifinaliste                  | Eliminate ai quarti                                                   |
| --------------------- | --------------------------------------------------------------------------- | ----------- | --------------------------------------- | ------------------------------------ | ------------------------------ | --------------------------------------------------------------------- |
| 2 maggio              | Internazionali d'Italia 1994 Roma, Italia Terra rossa Singolare - Doppio    | Tier I      | Conchita Martínez 7-6, 6-4              | Martina Navrátilová                  | Karina Habšudová Irina Spîrlea | Nathalie Tauziat Adriana Serra Zanetti Judith Wiesner Naoko Sawamatsu |
| 2 maggio              | Internazionali d'Italia 1994 Roma, Italia Terra rossa Singolare - Doppio    | Tier I      | Gigi Fernández Nataša Zvereva 6-1, 6-3  | Gabriela Sabatini Brenda Schultz     | Karina Habšudová Irina Spîrlea | Nathalie Tauziat Adriana Serra Zanetti Judith Wiesner Naoko Sawamatsu |
| 9 maggio              | WTA German Open 1994 Berlino, Germania Terra rossa Singolare - Doppio       | Tier I      | Steffi Graf 7-6, 6-4                    | Brenda Schultz                       | Jana Novotná Anke Huber        | Julie Halard Inés Gorrochategui Ann Grossman Elena Makarova           |
| 9 maggio              | WTA German Open 1994 Berlino, Germania Terra rossa Singolare - Doppio       | Tier I      | Gigi Fernández Nataša Zvereva 6-3, 7-6  | Jana Novotná Arantxa Sánchez Vicario | Jana Novotná Anke Huber        | Julie Halard Inés Gorrochategui Ann Grossman Elena Makarova           |
| 10 maggio             | Prague Open 1994 Praga, Repubblica Ceca Terra rossa Singolare - Doppio      | Tier IV     | Amanda Coetzer 6-1, 7-6                 | Åsa Svensson                         | Paola Suárez Silke Frankl      | Barbara Schett Ludmila Richterová Ruxandra Dragomir Alexandra Fusai   |
| 10 maggio             | Prague Open 1994 Praga, Repubblica Ceca Terra rossa Singolare - Doppio      | Tier IV     | Amanda Coetzer Linda Wild 6-4, 3-6, 6-2 | Kristie Boogert Laura Golarsa        | Paola Suárez Silke Frankl      | Barbara Schett Ludmila Richterová Ruxandra Dragomir Alexandra Fusai   |
| 16 maggio             | WTA Swiss Open 1994 Lucerna, Svizzera Terra rossa Singolare - Doppio        | Tier III    | Lindsay Davenport 7-6, 6-4              | Lisa Raymond                         | Chanda Rubin Amy Frazier       | Meredith McGrath Helena Suková Beate Reinstadler Magdalena Maleeva    |
| 16 maggio             | WTA Swiss Open 1994 Lucerna, Svizzera Terra rossa Singolare - Doppio        | Tier III    | Torneo sospeso nei quarti di finale     |                                      |                                | Meredith McGrath Helena Suková Beate Reinstadler Magdalena Maleeva    |
| 16 maggio             | Internationaux de Strasbourg 1994 Strasburgo, Francia Singolare - Doppio    | Tier III    | Mary Joe Fernández 2-6, 6-4, 6-0        | Gabriela Sabatini                    | Judith Wiesner Kimiko Date     | Iva Majoli Sabine Appelmans Lori McNeil Naoko Sawamatsu               |
| 16 maggio             | Internationaux de Strasbourg 1994 Strasburgo, Francia Singolare - Doppio    | Tier III    | Lori McNeil Rennae Stubbs 6-3, 3-6, 6-2 | Patricia Tarabini Caroline Vis       | Judith Wiesner Kimiko Date     | Iva Majoli Sabine Appelmans Lori McNeil Naoko Sawamatsu               |
| 23 maggio 2 settimane | Open di Francia 1994 Parigi, Francia Terra rossa Singolare - Doppio - Misto | Grande Slam | Arantxa Sánchez Vicario 6-4, 6-4        | Mary Pierce                          | Steffi Graf Conchita Martínez  | Inés Gorrochategui Petra Ritter Sabine Hack Julie Halard              |
| 23 maggio 2 settimane | Open di Francia 1994 Parigi, Francia Terra rossa Singolare - Doppio - Misto | Grande Slam | Gigi Fernández Nataša Zvereva 6-2, 6-2  | Lindsay Davenport Lisa Raymond       | Steffi Graf Conchita Martínez  | Inés Gorrochategui Petra Ritter Sabine Hack Julie Halard              |

### Giugno
| Settimana             | Torneo                                                                                    | Categoria   | Vincitrici                                  | Finaliste                            | Semifinaliste                   | Eliminate ai quarti                                           |
| --------------------- | ----------------------------------------------------------------------------------------- | ----------- | ------------------------------------------- | ------------------------------------ | ------------------------------- | ------------------------------------------------------------- |
| 6 giugno              | DFS Classic 1994 Birmingham, Gran Bretagna Erba Singolare - Doppio                        | Tier III    | Lori McNeil 6-2, 6-2                        | Zina Garrison                        | Nathalie Tauziat Brenda Schultz | Laura Golarsa Pam Shriver Iva Majoli Joannette Kruger         |
| 6 giugno              | DFS Classic 1994 Birmingham, Gran Bretagna Erba Singolare - Doppio                        | Tier III    | Zina Garrison Larisa Neiland 6-4, 6-4       | Catherine Barclay Kerry-Anne Guse    | Nathalie Tauziat Brenda Schultz | Laura Golarsa Pam Shriver Iva Majoli Joannette Kruger         |
| 13 giugno             | International Women's Open 1994 Eastbourne, Gran Bretagna Erba Singolare - Doppio         | Tier II     | Meredith McGrath 6-2, 6-4                   | Linda Wild                           | Yayuk Basuki Nataša Zvereva     | Martina Navrátilová Silvia Farina Kristine Kunce Lisa Raymond |
| 13 giugno             | International Women's Open 1994 Eastbourne, Gran Bretagna Erba Singolare - Doppio         | Tier II     | Gigi Fernández Nataša Zvereva 6-7, 6-4, 6-3 | Inés Gorrochategui Helena Suková     | Yayuk Basuki Nataša Zvereva     | Martina Navrátilová Silvia Farina Kristine Kunce Lisa Raymond |
| 20 giugno 2 settimane | Torneo di Wimbledon 1994 Wimbledon, Londra, Gran Bretagna Erba Singolare - Doppio - Misto | Grande Slam | Conchita Martínez 6-4, 3-6, 6-3             | Martina Navrátilová                  | Lori McNeil Gigi Fernández      | Larisa Neiland Lindsay Davenport Jana Novotná Zina Garrison   |
| 20 giugno 2 settimane | Torneo di Wimbledon 1994 Wimbledon, Londra, Gran Bretagna Erba Singolare - Doppio - Misto | Grande Slam | Gigi Fernández Nataša Zvereva 6-4, 6-1      | Jana Novotná Arantxa Sánchez Vicario | Lori McNeil Gigi Fernández      | Larisa Neiland Lindsay Davenport Jana Novotná Zina Garrison   |

### Luglio
| Settimana | Torneo                                                                                                | Categoria | Vincitrici                                     | Finaliste                                 | Semifinaliste                     | Eliminate ai quarti                                                         |
| --------- | --- | --------- | ---------------------------------------------- | ----------------------------------------- | --------------------------------- | --------------------------------------------------------------------------- |
| 5 luglio  | Internazionali Femminili di Palermo 1994 Palermo, Italia Terra rossa Singolare - Doppio               | Tier IV   | Irina Spîrlea 6-4, 1-6, 7-6                    | Brenda Schultz                            | Anna-Maria Cecchini Sandra Dopfer | Li Fang Neus Avila-Bonastre Petra Ritter Katarina Studenikova               |
| 5 luglio  | Internazionali Femminili di Palermo 1994 Palermo, Italia Terra rossa Singolare - Doppio               | Tier IV   | Ruxandra Dragomir Laura Garrone 6-1, 6-0       | Alice Canepa Giulia Casoni                | Anna-Maria Cecchini Sandra Dopfer | Li Fang Neus Avila-Bonastre Petra Ritter Katarina Studenikova               |
| 26 luglio | WTA Austrian Open 1994 Maria Lankowitz, Austria Singolare - Doppio                                    | Tier IV   | Anke Huber 6-3, 6-3                            | Judith Wiesner                            | Anna-Maria Cecchini Silvia Farina | María Antonia Sánchez Lorenzo Petra Ritter Barbara Rittner Karina Habšudová |
| 26 luglio | WTA Austrian Open 1994 Maria Lankowitz, Austria Singolare - Doppio                                    | Tier IV   | Anna-Maria Cecchini Patricia Tarabini 7-5, 7-5 | Alexandra Fusai Karina Habšudová          | Anna-Maria Cecchini Silvia Farina | María Antonia Sánchez Lorenzo Petra Ritter Barbara Rittner Karina Habšudová |
| 26 luglio | U.S. Women's Hard Court Championships 1994 Stratton Mountain, Vermont, USA Cemento Singolare - Doppio | Tier II   | Conchita Martínez 4-6, 6-3, 6-4                | Arantxa Sánchez Vicario                   | Iva Majoli Amanda Coetzer         | Tami Whitlinger Jones Mary Joe Fernández Ginger Helgeson Marianne Werdel    |
| 26 luglio | U.S. Women's Hard Court Championships 1994 Stratton Mountain, Vermont, USA Cemento Singolare - Doppio | Tier II   | Pam Shriver Elizabeth Smylie 7–6(4), 2–6, 7–5  | Conchita Martínez Arantxa Sánchez Vicario | Iva Majoli Amanda Coetzer         | Tami Whitlinger Jones Mary Joe Fernández Ginger Helgeson Marianne Werdel    |

### Agosto
| Settimana             | Torneo                                                                              | Categoria   | Vincitrici                                             | Finaliste                                | Semifinaliste                           | Eliminate ai quarti                                                 |
| --------------------- | ----------------------------------------------------------------------------------- | ----------- | ------------------------------------------------------ | ---------------------------------------- | --------------------------------------- | ------------------------------------------------------------------- |
| 1º agosto             | San Diego Open 1994 San Diego, Stati Uniti Cemento Singolare - Doppio               | Tier II     | Steffi Graf 6-2, 6-1                                   | Arantxa Sánchez Vicario                  | Tami Whitlinger Jones Conchita Martínez | Julie Halard Lindsay Davenport Jana Novotná Christina Singer        |
| 1º agosto             | San Diego Open 1994 San Diego, Stati Uniti Cemento Singolare - Doppio               | Tier II     | Jana Novotná Arantxa Sánchez Vicario 6-3, 6-3          | Ginger Helgeson Nielsen Rachel McQuillan | Tami Whitlinger Jones Conchita Martínez | Julie Halard Lindsay Davenport Jana Novotná Christina Singer        |
| 8 agosto              | East West Bank Classic 1994 Manhattan Beach, Stati Uniti Cemento Singolare - Doppio | Tier II     | Amy Frazier 6-1, 6-3                                   | Ann Grossman                             | Sabine Appelmans Julie Halard           | Conchita Martínez Jana Novotná Patricia Hy Zina Garrison            |
| 8 agosto              | East West Bank Classic 1994 Manhattan Beach, Stati Uniti Cemento Singolare - Doppio | Tier II     | Julie Halard Nathalie Tauziat 6-1, 0-6, 6-1            | Jana Novotná Lisa Raymond                | Sabine Appelmans Julie Halard           | Conchita Martínez Jana Novotná Patricia Hy Zina Garrison            |
| 15 agosto             | Canada Open 1994 Montréal, Canada Cemento Singolare - Doppio                        | Tier I      | Arantxa Sánchez Vicario 7-5, 1-6, 7-6                  | Steffi Graf                              | Mary Pierce Kimiko Date                 | Gabriela Sabatini Judith Wiesner Natalia Baudone Katerina Maleeva   |
| 15 agosto             | Canada Open 1994 Montréal, Canada Cemento Singolare - Doppio                        | Tier I      | Meredith McGrath Arantxa Sánchez Vicario 2-6, 6-2, 6-4 | Pam Shriver Elizabeth Smylie             | Mary Pierce Kimiko Date                 | Gabriela Sabatini Judith Wiesner Natalia Baudone Katerina Maleeva   |
| 22 agosto             | Schenectady Open 1994 Schenectady, New York, USA Cemento Singolare - Doppio         | Tier III    | Judith Wiesner 7-5, 3-6, 6-4                           | Larisa Neiland                           | Amanda Coetzer Nathalie Tauziat         | Wang Shi-ting Natalija Medvedjeva Stephanie Rottier Barbara Rittner |
| 22 agosto             | Schenectady Open 1994 Schenectady, New York, USA Cemento Singolare - Doppio         | Tier III    | Meredith McGrath Larisa Neiland 6-2, 6-2               | Pam Shriver Elizabeth Smylie             | Amanda Coetzer Nathalie Tauziat         | Wang Shi-ting Natalija Medvedjeva Stephanie Rottier Barbara Rittner |
| 29 agosto 2 settimane | US Open 1994 Flushing Meadows, New York, USA Cemento Singolare - Doppio - Misto     | Grande Slam | Arantxa Sánchez Vicario 1-6 7-6 6-4                    | Steffi Graf                              | Jana Novotná Gabriela Sabatini          | Amanda Coetzer Mary Pierce Gigi Fernández Kimiko Date               |
| 29 agosto 2 settimane | US Open 1994 Flushing Meadows, New York, USA Cemento Singolare - Doppio - Misto     | Grande Slam | Jana Novotná Arantxa Sánchez Vicario 6-3, 6-3          | Katerina Maleeva Robin White             | Jana Novotná Gabriela Sabatini          | Amanda Coetzer Mary Pierce Gigi Fernández Kimiko Date               |

### Settembre
| Settimana    | Torneo                                                                      | Categoria | Vincitrici                                         | Finaliste                      | Semifinaliste                   | Eliminate ai quarti                                           |
| ------------ | --------------------------------------------------------------------------- | --------- | -------------------------------------------------- | ------------------------------ | ------------------------------- | ------------------------------------------------------------- |
| 19 settembre | Moscow Ladies Open 1994 Mosca, Russia Cemento (indoor) Singolare - Doppio   | Tier III  | Magdalena Maleeva 7-5, 6-1                         | Anna-Maria Cecchini            | Elena Makarova Sabine Appelmans | Elena Lichovceva Helena Suková Els Callens Silvia Farina      |
| 19 settembre | Moscow Ladies Open 1994 Mosca, Russia Cemento (indoor) Singolare - Doppio   | Tier III  | Elena Makarova Evgenija Manjukova 7-6, 6-4         | Laura Golarsa Caroline Vis     | Elena Makarova Sabine Appelmans | Elena Lichovceva Helena Suková Els Callens Silvia Farina      |
| 20 settembre | Nichirei International Open 1994 Tokyo, Giappone Cemento Singolare - Doppio | Tier II   | Arantxa Sánchez Vicario 6-1, 6-2                   | Amy Frazier                    | Nana Miyagi Gabriela Sabatini   | Marianne Werdel Sabine Hack Ai Sugiyama Mana Endō             |
| 20 settembre | Nichirei International Open 1994 Tokyo, Giappone Cemento Singolare - Doppio | Tier II   | Julie Halard Arantxa Sánchez Vicario 6-1, 0-6, 6-1 | Amy Frazier Rika Hiraki        | Nana Miyagi Gabriela Sabatini   | Marianne Werdel Sabine Hack Ai Sugiyama Mana Endō             |
| 26 settembre | Sparkassen Cup 1994 Lipsia, Germania Sintetico indoor Singolare - Doppio    | Tier II   | Jana Novotná 7-5, 6-1                              | Mary Pierce                    | Judith Wiesner Anke Huber       | Brenda Schultz Iva Majoli Barbara Rittner Anna-Maria Cecchini |
| 26 settembre | Sparkassen Cup 1994 Lipsia, Germania Sintetico indoor Singolare - Doppio    | Tier II   | Patty Fendick Meredith McGrath 6-4, 6-4            | Manon Bollegraf Larisa Neiland | Judith Wiesner Anke Huber       | Brenda Schultz Iva Majoli Barbara Rittner Anna-Maria Cecchini |

### Ottobre
| Settimana  | Torneo                                                                                    | Categoria | Vincitrici                                         | Finaliste                          | Semifinaliste                        | Eliminate ai quarti                                                 |
| ---------- | ----------------------------------------------------------------------------------------- | --------- | -------------------------------------------------- | ---------------------------------- | ------------------------------------ | ------------------------------------------------------------------- |
| 3 ottobre  | Open di Zurigo 1994 Zurigo, Svizzera Sintetico indoor Singolare - Doppio                  | Tier I    | Magdalena Maleeva 7-5, 3-6, 6-4                    | Nataša Zvereva                     | Helena Suková Miriam Oremans         | Martina Navrátilová Shaun Stafford Lori McNeil Mary Pierce          |
| 3 ottobre  | Open di Zurigo 1994 Zurigo, Svizzera Sintetico indoor Singolare - Doppio                  | Tier I    | Manon Bollegraf Martina Navrátilová 7–6(3), 6-1    | Patty Fendick Meredith McGrath     | Helena Suková Miriam Oremans         | Martina Navrátilová Shaun Stafford Lori McNeil Mary Pierce          |
| 10 ottobre | Porsche Tennis Grand Prix 1994 Filderstadt, Germania Cemento (indoor) Singolare - Doppio  | Tier II   | Anke Huber 6-4, 6-2                                | Mary Pierce                        | Karina Habšudová Marianne Werdel     | Conchita Martínez Gigi Fernández Martina Hingis Martina Navrátilová |
| 10 ottobre | Porsche Tennis Grand Prix 1994 Filderstadt, Germania Cemento (indoor) Singolare - Doppio  | Tier II   | Gigi Fernández Nataša Zvereva 7–6(5), 6–4          | Manon Bollegraf Larisa Neiland     | Karina Habšudová Marianne Werdel     | Conchita Martínez Gigi Fernández Martina Hingis Martina Navrátilová |
| 17 ottobre | Brighton International 1994 Brighton, Gran Bretagna Sintetico (indoor) Singolare - Doppio | Tier II   | Jana Novotná 6-7, 6-3, 6-4                         | Helena Suková                      | Larisa Neiland Julie Halard          | Conchita Martínez Nathalie Tauziat Meike Babel Katerina Maleeva     |
| 17 ottobre | Brighton International 1994 Brighton, Gran Bretagna Sintetico (indoor) Singolare - Doppio | Tier II   | Manon Bollegraf Larisa Neiland 4-6, 6-2, 6-3       | Mary Joe Fernández Jana Novotná    | Larisa Neiland Julie Halard          | Conchita Martínez Nathalie Tauziat Meike Babel Katerina Maleeva     |
| 24 ottobre | Faber Grand Prix 1994 Essen, Germania Sintetico (indoor) Singolare - Doppio               | Tier II   | Jana Novotná 6-2, 6-4                              | Iva Majoli                         | Natalija Medvedjeva Karina Habšudová | Brenda Schultz Anke Huber Martina Hingis Sabine Appelmans           |
| 24 ottobre | Faber Grand Prix 1994 Essen, Germania Sintetico (indoor) Singolare - Doppio               | Tier II   | Maria Lindström Maria Strandlund 6-2, 6-1          | Evgenija Manjukova Leila Meskhi    | Natalija Medvedjeva Karina Habšudová | Brenda Schultz Anke Huber Martina Hingis Sabine Appelmans           |
| 31 ottobre | Bell Challenge 1994 Québec, Canada Cemento (indoor) Singolare - Doppio                    | Tier III  | Katerina Maleeva 6-3, 6-3                          | Brenda Schultz                     | Chanda Rubin Nathalie Tauziat        | Amanda Coetzer Patricia Hy Elna Reinach Linda Wild                  |
| 31 ottobre | Bell Challenge 1994 Québec, Canada Cemento (indoor) Singolare - Doppio                    | Tier III  | Elna Reinach Nathalie Tauziat 6-4, 6-3             | Linda Wild Chanda Rubin            | Chanda Rubin Nathalie Tauziat        | Amanda Coetzer Patricia Hy Elna Reinach Linda Wild                  |
| 31 ottobre | Bank of the West Classic 1994 Oakland, USA Sintetico indoor Singolare - Doppio            | Tier II   | Arantxa Sánchez Vicario 1-6, 7-6, 7-6              | Martina Navrátilová                | Lindsay Davenport Debbie Graham      | Zina Garrison Anke Huber Jolene Watanabe Amy Frazier                |
| 31 ottobre | Bank of the West Classic 1994 Oakland, USA Sintetico indoor Singolare - Doppio            | Tier II   | Lindsay Davenport Arantxa Sánchez Vicario 7-5, 6-4 | Gigi Fernández Martina Navrátilová | Lindsay Davenport Debbie Graham      | Zina Garrison Anke Huber Jolene Watanabe Amy Frazier                |

### Novembre
| Settimana   | Torneo                                                                                    | Categoria              | Vincitrici                                       | Finaliste                            | Semifinaliste                      | Eliminate ai quarti                                               |
| ----------- | ----------------------------------------------------------------------------------------- | ---------------------- | ------------------------------------------------ | ------------------------------------ | ---------------------------------- | ----------------------------------------------------------------- |
| 7 novembre  | Advanta Championships Philadelphia 1994 Filadelfia, USA Cemento indoor Singolare - Doppio | Tier I                 | Anke Huber 6-0, 6-7, 7-5                         | Mary Pierce                          | Gabriela Sabatini Nataša Zvereva   | Kimberly Po Chanda Rubin Brenda Schultz Meilen Tu                 |
| 7 novembre  | Advanta Championships Philadelphia 1994 Filadelfia, USA Cemento indoor Singolare - Doppio | Tier I                 | Gigi Fernández Nataša Zvereva 4-6, 6-4, 6-2      | Gabriela Sabatini Brenda Schultz     | Gabriela Sabatini Nataša Zvereva   | Kimberly Po Chanda Rubin Brenda Schultz Meilen Tu                 |
| 7 novembre  | Commonwealth Bank Tennis Classic 1994 Surabaya, Indonesia Cemento Singolare - Doppio      | Tier IV                | Elena Pampoulova 2-6, 6-0, ret.                  | Ai Sugiyama                          | Michelle Jaggard-Lai Sung-Hee Park | Radka Bobková Katarina Studenikova Janette Husárová Petra Begerow |
| 7 novembre  | Commonwealth Bank Tennis Classic 1994 Surabaya, Indonesia Cemento Singolare - Doppio      | Tier IV                | Yayuk Basuki Romana Tedjakusuma Walkover         | Kyōko Nagatsuka Ai Sugiyama          | Michelle Jaggard-Lai Sung-Hee Park | Radka Bobková Katarina Studenikova Janette Husárová Petra Begerow |
| 14 novembre | WTA Tour Championships 1994 New York, USA Sintetico indoor Singolare - Doppio             | WTA Tour Championships | Gabriela Sabatini 6-3, 6-2, 6-4                  | Lindsay Davenport                    | Mary Pierce Kimiko Date            | Steffi Graf Jana Novotná Conchita Martínez Julie Halard           |
| 14 novembre | WTA Tour Championships 1994 New York, USA Sintetico indoor Singolare - Doppio             | WTA Tour Championships | Gigi Fernández Nataša Zvereva 6-3, 6-7, 6-3      | Jana Novotná Arantxa Sánchez Vicario | Mary Pierce Kimiko Date            | Steffi Graf Jana Novotná Conchita Martínez Julie Halard           |
| 14 novembre | Taiwan Open 1994 Taipei, Taiwan Cemento Singolare - Doppio                                | Tier IV                | Wang Shi-ting 6-1, 6-3                           | Kyōko Nagatsuka                      | Rita Grande Yone Kamio             | Jolene Watanabe Radka Bobková Dominique Monami Nana Miyagi        |
| 14 novembre | Taiwan Open 1994 Taipei, Taiwan Cemento Singolare - Doppio                                | Tier IV                | Michelle Jaggard-Lai Rene Simpson-Alter 6-0, 7-6 | Nancy Feber Alexandra Fusai          | Rita Grande Yone Kamio             | Jolene Watanabe Radka Bobková Dominique Monami Nana Miyagi        |

### Dicembre
Nessun evento

## Ranking a fine anno
Nelle due tabelle sono presenti le prime dieci tenniste di entrambe le specialità a fine stagione.

### Singolare
| #   | Giocatrice              | Punti    | Rank. 1993 | /       |
| 1.  | Steffi Graf             | 353.2966 | 1          | Stabile |
| 2.  | Arantxa Sánchez Vicario | 311.7073 | 2          | Stabile |
| 3.  | Conchita Martínez       | 180.2141 | 4          | 1       |
| 4.  | Jana Novotná            | 164.0995 | 6          | 2       |
| 5.  | Mary Pierce             | 155.7375 | 12         | 7       |
| 6.  | Lindsay Davenport       | 141.9000 | 20         | 14      |
| 7.  | Gabriela Sabatini       | 138.4333 | 5          | 2       |
| 8.  | Martina Navrátilová     | 134.6079 | 3          | 5       |
| 9.  | Kimiko Date             | 124.7929 | 13         | 4       |
| 10. | Natasha Zvereva         | 123.9882 | 19         | 9       |

### Doppio
| #   | Giocatrice              | Punti    | Rank. 1993 | /       |
| 1.  | Natasha Zvereva         | 494.6247 | 2          | 2       |
| 2.  | Gigi Fernández          | 465.0201 | 1          | 1       |
| 3.  | Arantxa Sánchez Vicario | 431.3038 | 6          | 3       |
| 4.  | Jana Novotná            | 364.3657 | 4          | Stabile |
| 5.  | Martina Navrátilová     | 277.7750 | 11         | 6       |
| 6.  | Meredith McGrath        | 262.4556 | 23         | 17      |
| 7.  | Patty Fendick           | 229.3761 | 14         | 7       |
| 8.  | Lindsay Davenport       | 210.8846 | 49         | 41      |
| 9.  | Manon Bollegraf         | 209.9600 | 18         | 9       |
| 10. | Lisa Raymond            | 206.4583 | 32         | 22      |